# Nicolae Giosan
Nicolae Giosan (n. 30 decembrie 1921, satul Drâmbar, comuna  Ciugud, județul Alba – d. 31 iulie 1990, București) a fost un demnitar comunist, inginer agronom și genetician român, membru al Academiei Române. Între anii 1974-1989, el a deținut funcția de președinte al Marii Adunări Naționale, parlamentul unicameral comunist. A murit în detenție la penitenciarul Jilava, după căderea regimului comunist.

## Biografie
Nicolae Giosan s-a născut la data de 30 decembrie 1921 în satul Drâmbar din comuna Ciugud (județul Alba). A efectuat studii la Facultatea de Agronomie din Cluj (1941-1945), obținând diploma de inginer agronom cu calificativul "Magna cum laude".
În anul 1947 a devenit membru al Partidului Comunist Român. A urmat apoi un stagiu de specializare și doctorat în agronomie la Academia Agricolă "C.A. Timiriazev" din Moscova (1949-1952), cu teza "Sporirea productivității hibrizilor de grâu de primăvară" (1952).
După revenirea de la Moscova, a fost încadrat ca profesor universitar de genetică și ameliorarea plantelor la Institutul Agronomic "Dr. Petru Groza" (1952) și la Institutul Agronomic "Nicolae Bălcescu" din București (1953-1974). În paralel, a funcționat și în calitate de director al Institutului de Cercetări pentru cultura porumbului de la Fundulea și al Institutului central de cercetări agricole (1955-1966).
Devine membru de frunte al PCR și astfel promovează în funcția de vicepreședinte (1962-1965) și apoi de președinte al Consiliului Superior al Agriculturii - cu rang de ministru (24 iulie 1965 - 22 octombrie 1969). În anul 1969, odată cu înființarea Academiei de Științe Agricole și Silvice, devine primul ei președinte (1969-1981).
În anul 1963 a fost ales membru corespondent Academiei R.P. Romîne, apoi în anul 1974 a devenit membru titular al acestui înalt for științific.
Datorită meritelor sale incontestabile în domeniul agronomiei și geneticii, Nicolae Giosan este ales ca membru titular al Academiei unionale de științe agricole "V.I. Lenin" din Moscova (1972), membru al Academiei de agricultură din Franța (1972) și laureat al Premiului de Stat (1964).
În perioada 26 iulie 1974 - 22 decembrie 1989, Nicolae Giosan a deținut funcția de președinte al Marii Adunări Naționale din R.S. România. A fost membru supleant al Comitetului Politic Executiv al Partidului Comunist Român (PCR).
Cu ocazia Congresului al XII-a al Partidului Comunist Român din noiembrie 1979, în cuvântarea rostită cu acel prilej, Giosan a elogiat "aportul deosebit al tovarășei Elena Ceaușescu la elaborarea (...) Programului-directivă de cercetare științifică – primul program unitar de cercetare din istoria științei românești”.. Prin decretul nr. 95 din 7 mai 1981 privind conferirea unor distinctii ale Republicii Socialiste Romania, Nicolae Giosan a fost decorat cu ordinul 23 August.
Nicolae Giosan a murit la data de 30 iulie 1990 în penitenciarul Jilava  după ce i-a fost administrată o injecție care a avut un efect invers asupra stării sale de sănătate. Unul dintre colegii de celulă cu fostul demnitar comunist, Teodor Mărieș, a declarat: „Eram în ultimele zile de grevă a foamei, pe la începutul lunii august, când în celula ministrului Giosan, din guvernul Dăscălescu, a venit un doctor pentru a-i face o injecție. Doctorul respectiv era oarecum ciudat pentru că se ocupa numai de prizonierii veniți din fostul CPEx. În aceeași zi, Giosan moare."  
Nicolae Giosan a fost un om de stiință care, pentru că a făcut parte din structurile de conducere a RSR, a fost blamat de Ion Gavrilă Ogoranu că ar fi avut  pe conștiință viața multor tineri legionari în anii 1946-1947 .

## Activitatea științifică și publicistică
În activitatea sa științifică, s-a ocupat în special cu biologia, ameliorarea și producerea de sămânță la porumb și grâu. A publicat peste 60 de lucrări științifice, din care un număr de 11 studii se ocupă cu rezultatele cercetărilor privitoare la biologia și ameliorarea porumbului. A avut o contribuție importantă la crearea hibrizilor de porumb pentru diferite regiuni din România, precum și la zonarea și generalizarea acestora în producție.
Inaugurând preocupările privitoare la biologie, cultura, ameliorarea și producerea de semințe de grâu și orz, lucrarea sa de doctorat a tratat o serie de probleme legate de cunoașterea bazei genetice a formelor parentale și a modului de manifestare la hibrizi a caracterelor ereditare. O serie de lucrări ale sale au contribuit substanțial la promovarea pe baze noi a culturii grâului în România: "Grânele de perspectivă și agrotehnica lor", ca și "Caracterizarea agrobiologică a soiurilor de grâu și agrotehnica acestora în lumina noilor rezultate experimentale."
Unele dintre studiile sale au analizat relația dintre rezistența la ger și calitatea grâului. Rezultate la fel de importante au fost obținute în studiul influenței luminii asupra orzului umblător, cercetări care au scos în evidență relația dintre sensibilitatea la lungimea zilei și rezistența la ger a soiurilor și, în același context, considerațiile teoretice cu privire la mecanismul fixării condițiilor fotoperiodice. De asemenea, a efectuat cercetări și cu privire la rezistența la secetă a trifoiului roșu de Transilvania.
Îmbinând cercetările de genetică vegetală cu economia agrară, Giosan a realizat lucrări care se referă la posibilitățile și căile de sporire a producției de cereale, la conducerea și planificarea agriculturii etc. El a elaborat, în calitate de coordonator principal, lucrarea "Agricultura României, 1944-1964", în care sunt prezentate principalele direcții de dezvoltare a agriculturii României, precum și realizările obținute.
Nicolae Giosan este autorul mai multor lucrări în domeniul geneticii, dintre care menționăm următoarele:
- "Agricultura României, 1944-1964" (București, 1965);
- "Principii de genetică" (ed. I, Ed. Agro-Silvică, 1969; ed. II, Ed. Ceres, 1972) - în colaborare cu N.A. Săulescu;
- "Orientarea cercetărilor științifice în domeniul ameliorării plantelor agricole în per. 1972-2000 în R.S. România" în revista "Probleme de genetică teoretică și aplicată" (vol. VIII, 4, 1976) - în colaborare cu N. Ceapoiu;
- "Direcțiile cercetării științifice în domeniul ameliorării și producerii de sămînță la plante agricole în per. 1978-2000 în R.S. România" în revista "Probleme de genetică teoretică și aplicată" (vol. IX, 6, 1977) - în colaborare cu N. Ceapoiu;
- "Alimentația și agricultura viitorului" în "Revista Economică" nr. 52 (1977) și nr. 1 (1978);
- "Etapele și sarcinile dezvoltărilor științifice agricole și contribuția lor la progresul agriculturii socialiste în R.S. România" în "Buletinul ASAS" nr. 8 (1978);
- "Alimentația și agricultura în următoarele trei decenii" (Ed. Academiei Republicii Socialiste România, 1979).

## Distincții
- Ordinul Muncii clasa a III-a (21 august 1954) „pentru merite deosebite pe tărîmul construcției de stat, economice, sociale și culturale, cu ocazia celei de a zecea aniversări a eliberării patriei noastre”[7]
- Ordinul „23 August” clasa a IV-a (12 august 1959) „pentru merite deosebite în opera de construire a socialismului”[8]
- Medalia „40 de ani de la înființarea Partidului Comunist din Romînia” (6 mai 1961) „pentru merite în activitatea de partid și întărirea regimului democrat-popular”[9]
- Ordinul „Tudor Vladimirescu” clasa a III-a (30 aprilie 1966) „cu prilejul celei de-a 45-a aniversări de la înființarea Partidului Partidului Comunist din România, pentru merite deosebite în opera de construire a socialismului”[10]
- Ordinul „Meritul Științific” clasa I (26 septembrie 1966) „pentru merite deosebite în activitatea științifică, cu prilejul Centenarului Academiei Republicii Socialiste România”[11]
- Ordinul „Steaua Republicii Socialiste România” clasa I (25 februarie 1971) „pentru merite deosebite în muncă și contribuția adusă la dezvoltarea agriculturii socialiste”[12]
- Ordinul „23 August” clasa I (7 mai 1981) „pentru rezultatele obținute în îndeplinirea cincinalului 1976–1980, pentru contribuția deosebită adusă la înfăptuirea politicii Partidului Comunist Român de făurire a societății socialiste multilateral dezvoltate în patria noastră, cu prilejul aniversării a 60 de ani de la făurirea Partidului Comunist Român”[13]
- Medalia comemorativă „A 40-a aniversare a revoluției de eliberare socială și națională, antifascistă și antiimperialistă” (20 august 1984) „pentru contribuția deosebită adusă la înfăptuirea politicii Partidului Comunist Român de făurire a societății socialiste multilateral dezvoltate în patria noastră, cu prilejul celei de-a 40-a aniversări a revoluției de eliberare socială și națională, antifascistă și antiimperialistă”[14]
- Medalia jubiliară „25 de ani de la încheierea cooperativizării agriculturii în Republica Socialistă România” (15 iunie 1987) „pentru contribuția deosebită adusă la înfăptuirea cooperativizării agriculturii și la realizarea obiectivelor noii revoluții agrare, cu prilejul aniversării a 25 de ani de la încheierea cooperativizării agriculturii în Republica Socialistă România”[15]